# Grila de orientare sexuală Klein
Grila de orientare sexuală Klein ( KSOG ) a fost dezvoltată de Fritz Klein și încearcă să măsoare orientarea sexuală pornind de la scara Kinsey creată anterior de Alfred C. Kinsey. Klein a descris pentru prima dată KSOG în cartea sa din 1978, The Bisexual Option.    
Ca răspuns la critica că scala Kinsey măsoară doar două dimensiuni ale orientării sexuale, Klein a dezvoltat o grilă multidimensională pentru descrierea orientării sexuale. Spre deosebire de scara Kinsey, grila Klein investighează orientarea sexuală în trecut, în prezent și în viitor, investigație centrată pe șapte factori, pentru un total de douăzeci și unu de valori. KSOG folosește valori de 1–7, mai degrabă decât scara 0–6 a Scalei Kinsey, pentru a descrie un continuu de la sexul opus exclusiv la atracția exclusiv de același sex. 
KSOG este adesea folosit ca instrument în cercetare.   KSOG a fost utilizat și în studiile terapiei de conversie . 

## Prezentare generală
Introdusă în cartea lui, KSOG folosește o scară de șapte puncte pentru a evalua șapte dimensiuni diferite ale sexualității la trei puncte diferite din viața unui individ: trecut (de la adolescența timpurie până în urmă cu un an), prezent (în ultimele 12 luni), și ideal (ce ar alege dacă ar putea). 
| Variabil | Variabil                     | Determinant                                                                             | Trecut | Prezent | Ideal |
| -------- | ---------------------------- | --------------------------------------------------------------------------------------- | ------ | ------- | ----- |
| A        | Atracție sexuală             | De cine ești atras sexual?                                                              | 1-7    | 1-7     | 1-7   |
| B        | Comportament sexual          | Cu cine ai făcut sex?                                                                   | 1-7    | 1-7     | 1-7   |
| C        | Fanteziile sexuale           | Despre cine sunt fanteziile tale sexuale?                                               | 1-7    | 1-7     | 1-7   |
| D        | Preferință emoțională        | De cine te simți mai atras sau apropiat emoțional?                                      | 1-7    | 1-7     | 1-7   |
| E        | Preferință socială           | Cu ce gen socializezi?                                                                  | 1-7    | 1-7     | 1-7   |
| F        | Preferința stilului de viață | În ce comunitate îți place să îți petreci timpul? În care te simți cel mai confortabil? | 1-7    | 1-7     | 1-7   |
| G        | Autoidentificarea            | Cum vă etichetați sau vă identificați?                                                  | 1-7    | 1-7     | 1-7   |

| 1            | 2                      | 3                     | 4                           | 5                         | 6                    | 7                   |
| ------------ | ---------------------- | --------------------- | --------------------------- | ------------------------- | -------------------- | ------------------- |
| doar alt sex | alte sex în mare parte | alt sex ceva mai mult | ambele sexe în egală măsură | același sex ceva mai mult | același sex mai ales | doar de același sex |

| 1                 | 2                     | 3                          | 4                                            | 5                        | 6                   | 7               |
| ----------------- | --------------------- | -------------------------- | -------------------------------------------- | ------------------------ | ------------------- | --------------- |
| doar heterosexual | heterosexual mai ales | heterosexual ceva mai mult | heterosexuali și homosexuali în egală măsură | homosexual ceva mai mult | homosexual mai ales | doar homosexual |

## Critici
Klein, în timp ce a recunoscut că grila a explorat multe mai multe dimensiuni ale orientării sexuale decât scalele anterioare, a recunoscut că a omis următoarele aspecte ale orientării sexuale: 
- Vârsta partenerului
- Diferențierea iubirii și a prieteniei în variabila preferințelor emoționale
- Atracția sexuală fiind distinsă între dorința sexuală și menținere
- Indiferent dacă activitatea sexuală se referă la numărul de parteneri sau la numărul de evenimente
- Roluri sexuale, precum și roluri masculine și feminine

O altă problemă cu KSOG este că dimensiunile diferite ale orientării sexuale pot să nu identifice toate persoanele cu o anumită orientare în același mod. Măsurile de atracție sexuală, activitate sexuală și identitate sexuală identifică diferite (deși deseori se suprapun) populații. Laumann și colab. (1994) au constatat că din 8,6% dintre femeile care au raportat o anumită sexualitate de gen, 88% au raportat aceeași atracție sexuală de gen, 41% au raportat un comportament sexual de același sex și 16% au raportat o identitate lesbiană sau homosexuală. 